# Ракеты из России
«Ракеты из России» — восьмой студийный альбом в дискографии группы «Тараканы!».
Презентация альбома прошла 18 декабря 2004 года в ДК им. Горбунова.

## Список композиций
1. «Громче!» (Соловьёв, Кежватов, Спирин / Спирин) — 0:45
2. «Я иду искать» (Соловьёв, Кежватов / Спирин) — 1:37
3. «Улыбайся» (Кежватов / Спирин) — 1:33
4. «Анестезия» (Спирин / Спирин) — 3:13
5. «Мистер музыкальный критик» (Кежватов / Спирин) — 1:33
6. «Последняя песня об этом» (Кежватов / Спирин) — 3:22
7. «З. Л. О.» (Спирин / Спирин) — 0:43
8. «Зубы и когти» (Кежватов / Спирин) — 3:36
9. «Ракеты из России» (Соловьёв, Кежватов, Спирин / Спирин) — 2:26
10. «Там, где руины превращаются в нас» (Спирин / Спирин) — 3:25
11. «Д. О. Б. Р. О.» (Кежватов / Спирин) — 0:37
12. «Маша — скрипачка из Король и Шут» (Соловьёв, Спирин / Спирин) — 2:57
13. «Тишина — это смерть» (Спирин / Спирин) — 3:38
14. «Плохие девочки идут за сцену» (Кежватов / Спирин) — 1:43

Scream of the Presidents — «Sometime» — 3:05

### Бонус-треки на коллекционном издании
1. «Z.L.O.» (Deutschpunk Version) — 0:46
2. «Silence is Death» — 3:28

### Европейское издание
1. «Rockets from Russia» (Соловьёв, Кежватов, Спирин / Спирин) — 2:28
2. «Громче» (Соловьёв, Кежватов, Спирин / Спирин) — 0:46
3. «Smile (Cause It’s Irritating Them Enough)» (Кежватов / Спирин) — 1:34
4. «Мистер музыкальный критик» (Кежватов / Спирин) — 1:32
5. «Anesthetization» (Спирин / Спирин) — 3:16
6. «Последняя песня об этом» (Кежватов / Спирин) — 3:20
7. «Gonna Hunt You Down» (Соловьёв, Кежватов / Спирин) — 1:40
8. «З. Л. О.» (Спирин / Спирин) — 0:43
9. «Where Ruins Turn Into Me and Thou» (Спирин / Спирин) — 3:25
10. «Teeth & Claws» (Кежватов / Спирин) — 3:27
11. «Д. О. Б. Р. О.» (Кежватов / Спирин) — 0:37
12. «Маша — скрипачка из Король и Шут» (Соловьёв, Спирин / Спирин) — 2:57
13. «Silence is Death» (Спирин / Спирин) — 3:29
14. «Плохие девочки идут за сцену» (Кежватов / Спирин) — 1:40

Переводы песен на английский язык — Сергей Мещеряков

## История записи
Студия «Добролёт», Санкт-Петербург, осень 2004 года.

## Музыканты
- Дмитрий Спирин — вокал
- Дмитрий Кежватов — гитара, бэк-вокал, клавишные
- Алексей Соловьёв — бас-гитара
- Сергей Прокофьев — барабаны

## Интересные факты
- Название отсылает к альбому панк-рок группы Ramones Rocket to Russia
- Демоверсия «Улыбайся (это всех раздражает)» издавалась на сборнике «Русский скейт-панк сборник»;
- Впервые песня «Анестезия» прозвучала на концерте в Рязани 4 июня 2004 года;
- Песня «Мистер музыкальный критик» написана как ответ на критику в адрес творчества группы со стороны российского музыкального критика Артемия Троицкого;
- На песню «Тишина — это смерть» был снят видеоклип;
- Впервые песня «Маша — скрипачка из Король и Шут» прозвучала в студии «Нашего Радио» на фестивале «Нашествие» 3 августа 2003 года;
- Скрытым треком является демоверсия песни «Sometime» японской группы «Scream of the Presidents»